# دیوید آنچلوتی
دیوید آنچلوتی (زاده ۲۲ ژوئیه ۱۹۸۹) بازیکن سابق فوتبال ایتالیایی است که اکنون سرمربی تیم باشگاه فوتبال بوتافوگو در برزیل است .